# تیلدا
تیلدا (به آلمانی: Tilleda) یک منطقهٔ مسکونی در آلمان است که در کلبرا (کیفرهویزر) واقع شده‌است. تیلدا ۹۱۸ نفر جمعیت دارد.